# Infierno en el Atlántico
Infierno en el Atlántico es el primer episodio de la segunda temporada de los Thunderbirds, serie de televisión de Gerry Anderson para Supermarionation fue el 27mo episodio producido. El episodio salió al aire primero en ATV Midlands el 2 de octubre de 1966. Fue escrito por Alan Fennell y dirigido por Desmond Saunders.

## Sinopsis
Mientras Jeff está en unas vacaciones, Scott se hace cargo de Rescate Internacional. Él se encarga de que tenga éxito el rescate de los ocupantes de un equipo de petroleros heridos cuya plataforma está siendo arrasada lentamente por el fuego. ¡Pero cuando Jeff vuelve, ha sido demasiado para Scott ahora él necesita unas vacaciones!

## Argumento
Penélope se encuentra en Australia supervisando la construcción de una carretera. Mientras regresa a su rancho en Australia decide invitar a Jeff a tomarse unas vacaciones en su rancho y así olvidarse del estrés de Rescate Internacional. Aunque al principio se muestra un poco renuente ante la idea de dejar las operaciones de Rescate Internacional, finalmente termina aceptando la invitación confiando en que sus hijos podrán encargarse, dejando el control de las operaciones a Scott y Alan pasara a controlar temporalmente el Thunderbird 1.
Mientras tanto en el océano Atlántico la Marina Mundial está realizando maniobras para probar nuevos armamentos. Debido a la cercanía de una plataforma de perforación el comandante de la Marina Mundial decide informarle acerca de su próxima prueba que será cerca de la plataforma y que implica explosiones nucleares submarinas, y aunque no gustándole mucho el encargado de la plataforma acepta. Desafortunadamente un torpedo sale de control y se impacta con el lecho del océano creando una fuga de gas.
Mientras eso pasa en el Atlántico, en Australia, Jeff está a punto de llegar al rancho de Penélope, siendo recibido primero por Parker y después por Penélope la cual estaba contando sus ovejas y aunque acaba de llegar y ya es tarde en la isla, lo primero que intenta hacer Jeff es llamar a casa para saber como van las cosas. 
Tras terminar de hablar con su padre Scott decide comunicarse con John en el Thunderbird 5 y este le informa que la fuga de gas se ha terminado. Durante la noche la fuga vuelve pero esta vez una explosión en el lecho marino provoca que esta salga con fuego, siendo una amenaza mayor para las personas en la plataforma. Tras enterarse de esta situación John informa a Scott mientras John pide informes de la situación a la plataforma. Durante la noche, en Australia, Parker está viendo las noticias en la televisión y escucha la noticia del accidente cerca de la plataforma y aunque Penélope intenta evitar que Jeff la escuche, este último si logra oiría, pero confía en que Scott no movilizara a Rescate Internacional ya que no es una gran emergencia. Pero Scott decide que si es trabajo para Rescte Internacional y decide enviar a sus hermanos para solucionar el problema.
Al llegar a la zona de peligro Virgil suelta el fuselaje 4 y Gordon se encarga de sellar la fuga con el Dispositivo de sellado remolcado por el Thunderbird 4. Tras realizar esta maniobra las naves regresan a la base. Pero en Australia Jeff se entera en las noticias acerca de la intervención de Rescate Internacional y enojado se comunica con Scott, regañándolo argumentando que rescate internacional no se creó para apagar incendios y diciéndole que por este error regresara de sus vacaciones. Afortunadamente Penélope disuade a Jeff de regresar a la base y por lo tanto Scott mantiene el control de la base y de Rescate Internacional.
Tras el sellado de la fuga, la presión de la cámara de gas en el subsuelo aumenta y esto provoca la salida de gas de otra grieta de la cual también sale con fuego pero debido al regaño de su padre Scott decide no enviar a Rescate Internacional y que la Marina Mundial se encargara del rescate de los ocupantes de la plataforma dejando que se agote el yacimiento de gas.
La situación empeora en la plataforma cuando tras otra fuga uno de los soportes de la plataforma es dañado y al intentar revisar los daños del soporte en una cápsula dos de los trabajadores, Hooper y O'Shea, son atrapados por escombros del soporte sin poder volver a la superficie y con la amenaza de que lo siguiente en explotar sea la plataforma o que se les acabe el oxígeno.
Al saber esto Scott decide enviar a Rescate Internacional para rescatar a las personas atrapadas antes de que esa tarde y mientras la marina salva al resto de los trabajadores. Al enterarse de la situación Jeff decide volver para ayudar a sus hijos acompañado de Penélope. Aunque al principio Alan intenta operar el control Móvil desde la plataforma pero al darse cuenta de que la plataforma se está inclinando decide volver al Thunderbird 1 y operar desde ahí antes de que la nave caiga.
Mientras tanto el Thunderbird 4 localiza la cápsula y se prepara a cortar los cables que unen a la cápsula con la plataforma y después quitar los escombros para así lograr sacar a la cápsula de esa peligrosa posición antes de que la plataforma les caiga encima. Tras lograr este peligroso rescate Gordon lleva la cápsula a la superficie donde es llevada por el Thunderbird 2 a un portaaviones y así regresar a la base.
Cuando Jeff llega a la base, le es negado el aterrizaje ya que las naves están a punto de volver y eso le demuestra a Jeff lo capaces que son sus hijos y aunque está orgulloso del buen trabajo de Scott decide volver a su puesto cosa que a Scott le parece bien ya que él es el que ahora necesita unas vacaciones.

## Reparto

### Reparto de voz regular
- Jeff Tracy - Peter Dyneley
- Scott Tracy — Shane Rimmer
- Virgil Tracy — David Holliday
- Alan Tracy — Matt Zimmerman
- Gordon Tracy - David Graham
- John Tracy - Ray Barrett
- Tin-Tin Kyrano — Christine Finn
- Lady Penélope Creighton-Ward - Sylvia Anderson
- Brains - David Graham
- Aloysius "Nosey" Parker - David Graham

### Reparto de voz invitado
- Frank Hooper - John Tate
- Dick O'Shea - Jeremy Wilkin
- Comandante de la Marina Mundial - Peter Dyneley
- Capitán del Atlantic - David Graham
- Sir Harry - John Tate
- Capitán del Submarino atómico Reaper - Ray Barrett
- General del Submarino atómico Reaper - Matt Zimmerman
- Cravitz - Jeremy Wilkin
- Reportero de TV - Ray Barrett

## Equipo principal
Los vehículos y equipos vistos en el episodio son:
- Thunderbird 1
- Thunderbird 2 (llevando el Fuselaje 4)
- Thunderbird 4
- Thunderbird 5
- Seascape
- Garras magnéticas
- Vehículo constructor de caminos
- Jeep del desierto
- Jet de Jeff
- Dispositivo de sellado
- Submarino atómico Reaper

## Errores
- Cuando Lady Penelope está contando ovejas el metro le es inútil ya que cuenta solo con cinco dígitos. Ella necesita seis dígitos para contar todas sus 200,007 ovejas.